# Born (Amblève)
Pour les articles homonymes, voir Born.
Born est un village de la commune belge d'Amblève (en allemand : Amel) située en Communauté germanophone et en Région wallonne dans la province de Liège.
Avant la fusion des communes de 1977, Born faisait déjà partie de la commune d'Amblève.
En 2013, le village comptait 609 habitants, ce qui fait de Born la deuxième localité la plus peuplée de la commune d'Amblève.

## Étymologie
Born vient de l'allemand Brunnen signifiant : Sources.

## Situation et description
Born est traversé du sud au nord par le ruisseau d'Emmels (Die Emmels), un affluent de l'Amblève. Le village, assez étendu, est entouré de prairies parcellaires. Il est bordé au nord-ouest par l'important massif forestier de Wolfsbusch.
La route nationale 659 traverse le village entre Deidenberg et Kaiserbaracke (commune de Saint-Vith) où se trouve la sortie no 13 de l'autoroute E42 située à environ 2 km à l'ouest de Born.

## Patrimoine
Le village est traversé du nord au sud par le viaduc Freiherr von Korff, un pont militaire supportant une voie ferrée construit en 1916 pendant la Première Guerre mondiale pour permettre à l'armée prussienne d'acheminer du matériel et des troupes vers Liège et la Flandre. Utilisé ensuite par la Vennbahn, il faut aujourd'hui partie du RAVeL.
Ce viaduc d'une longueur de 285 m présente 11 arches. Il doit son nom au baron Friedrich von Korff, dernier Landrat (gouverneur) prussien de Malmedy.
L'église dédiée à Sainte Lucie a été construite en 1954-1955 dans un style néo-roman d'après les plans de l'architecte Émile Burguet. La construction a été réalisée en pierres de grès.
Le village possède aussi quatre petites chapelles ainsi qu'une dizaine de petites croix de pierre.

## Activités
Born possède une école communale.

## Galerie

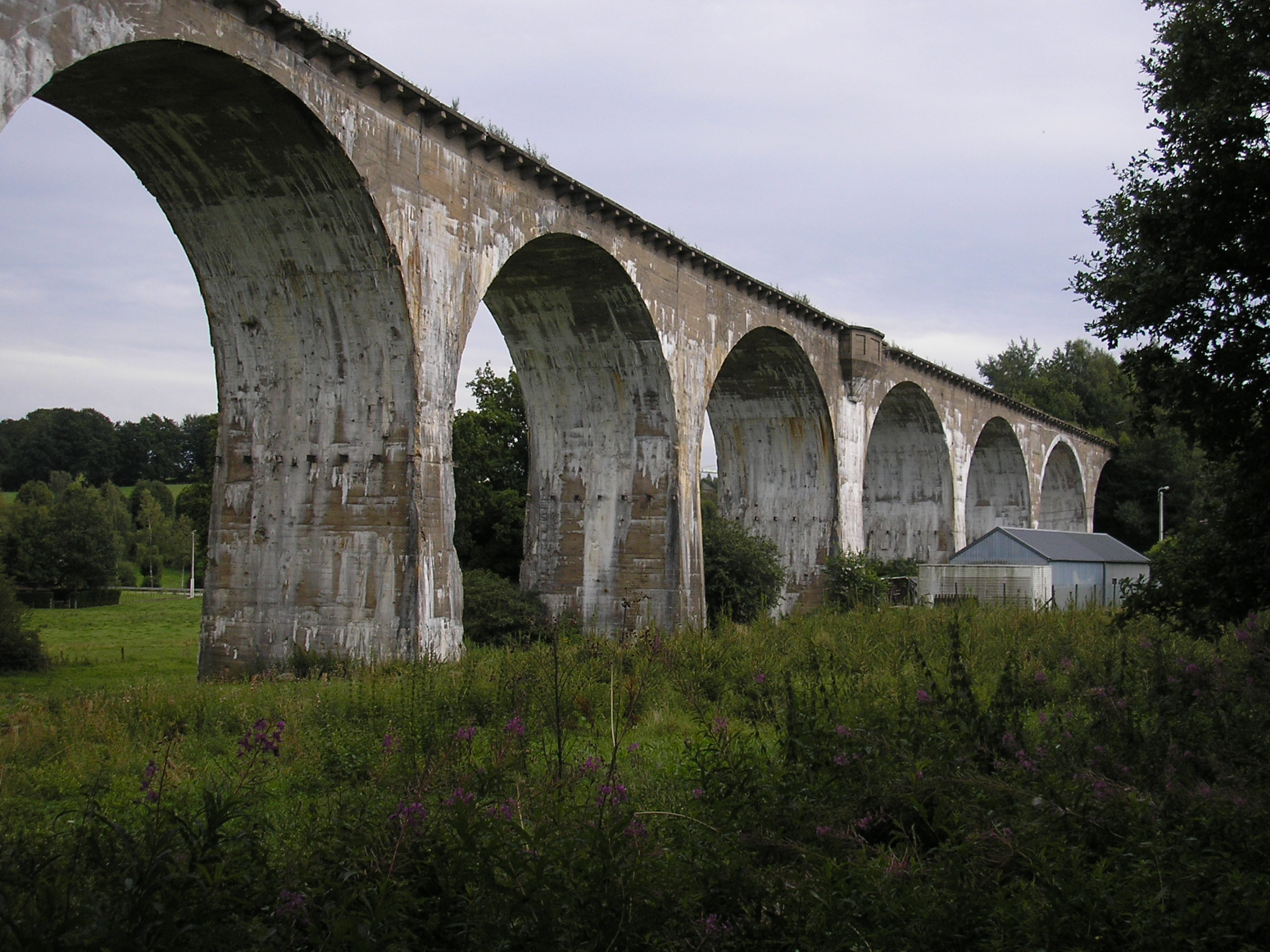
Le viaduc de Born
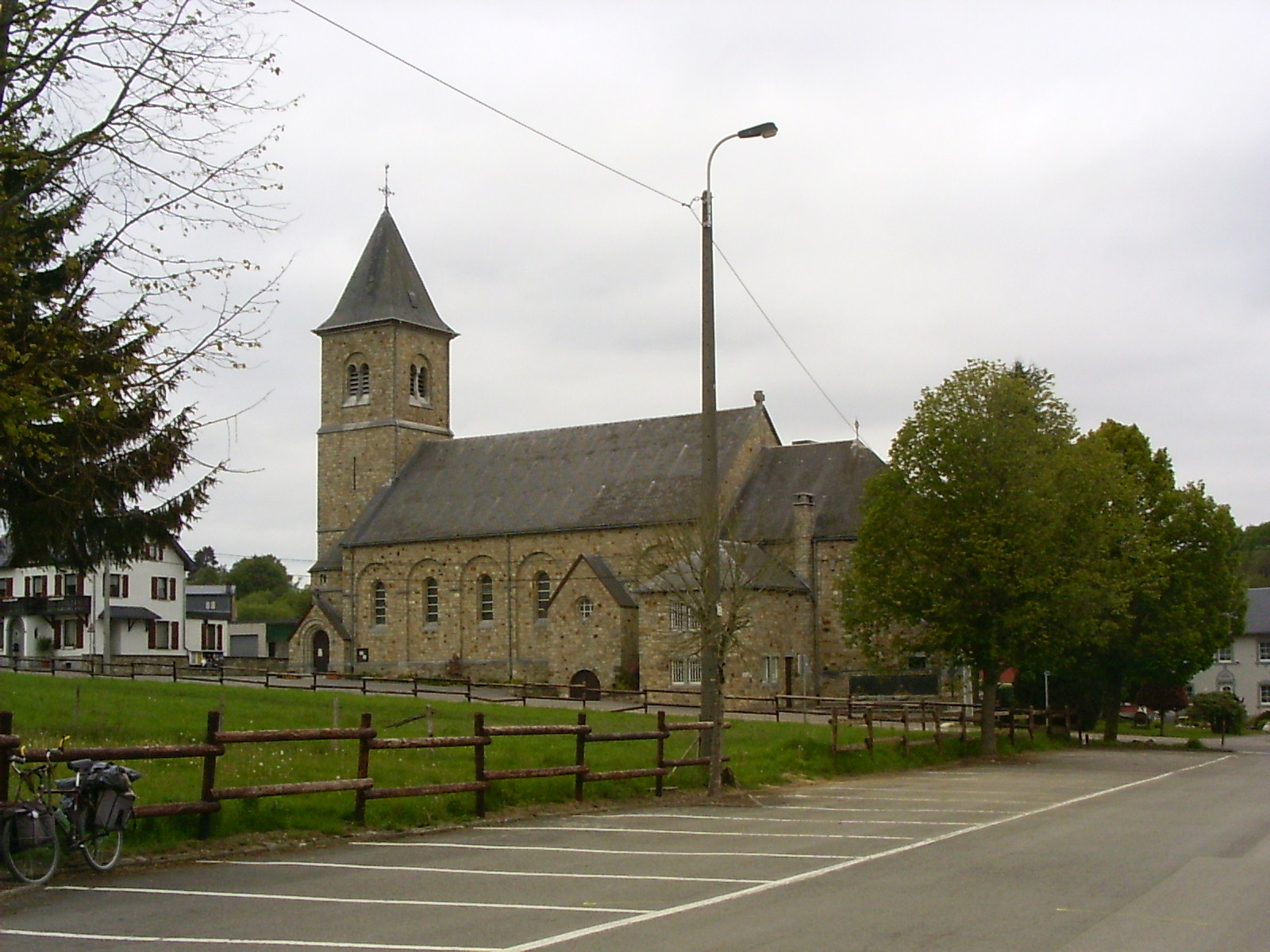
L'église Sainte Lucie de Born